# Margaret J. McFall-Ngai
Margaret McFall-Ngai, née en 1951, est une scientifique américaine de renom dans le domaine de la microbiologie.

## Biographie
Margaret McFall-Ngai a suivi des études supérieures à l’Université de la Californie à Los Angeles. Elle a ensuite effectué un stage postdoctoral au Jules Stein Eye Institute en biochimie et en biophysique des protéines, puis un deuxième stage postdoctoral avec George Somero sur la chimie et l’enzymologie des protéines.
En 1983, elle présente son doctorat de biologie,
Lorsque son conjoint Ned Ruby est nommé à l’Université de la Californie du Sud, elle accepte un poste de professeur en 1989 . À cette époque, ses recherches portaient sur l’adaptation spectrale de la rhodopsine à l’aide d’expérience chez les animaux .
Ils déménagent à Hawaï pour être chercheurs au laboratoire de biologie cellulaire, moléculaire et de développement, appelé Kewalo Marine Laboratory, elle est professeur au  Pacific Biomedical Research Center à l'Université d'Hawaï.

## Travaux
Ses domaines de recherche : Biologie cellulaire et du développement ; Biologie de l'évolution et des organismes ; Microbiologie ; Biologie moléculaire, Biochimie et biophysique

## Publications

### Distinctions
- 2001, Prix Miescher-Ishida.
- 2009, Finaliste, Prix international (Japon).
- 2010, Finaliste, Prix international (Japon).
- 2015, Doctor Honoris Causa, École Polytechnique Fédérale de Lausanne, Switzerland [5].
- 2019, ARCS Foundation Scientist of the Year[5]
- 2024, Docteur Honoris Causa de l’université Claude Bernard Lyon 1 pour l'année [6].

### Sociétés Savantes
Margaret McFall-Ngai est membre de plusieurs académies.
- 2002: American Academy of Microbiology.
- 2011: American Academy of Arts and Sciences.
- 2014: National Academy of Science.